# Sergei Chakhotin
Sergei Stepanovich Chakhotin (Costantinopoli, 13 settembre 1883 – Mosca, 24 dicembre 1973) è stato un biologo, sociologo e attivista tedesco di origini russe.

## Biografia
Studiò medicina all'Università Heidelberg ed nel 1907 ottenne un dottorato in zoologia con una tesi sulla statociste nell'eteropode, pubblicata nel 1908
Fu un amico di Albert Einstein e di Ivan Pavlov (di quest'ultimo fu uno dei primi assistenti per mansioni scientifiche): anche sulle riflessioni di quest'ultimo, unite al suo retroterra di ricercatore, Chakhotin poggiò le analisi psicologiche e politiche sulla propaganda.
Sergei Tschachotin è stato uno dei primi pensatori a descrivere l'effetto della propaganda sulla psicologia delle masse e ad allarmare contro le tecniche usate dal Partito Nazista. È stato membro del Partito Social Democratico Tedesco, che si rifiutò di utilizzare le contromisure che Chakhotin proponeva.
Alla luce delle sue approfondite conoscenze sui meccanismi di presa psicologica sulle masse, Chakhotin progettò in chiave "persuasiva" antinazista le tre frecce (anche note come Cerchio antifascista), il logo simbolo cioè dell'Eiserne Front, quell'organizzazione che cercò di produrre quell'opposizione anche fisica, militare al Nazismo di cui il Partito Social Democratico ritardò a capire l'importanza strategica di fatto lasciando campo libero al nazionalsocialismo hitleriano.
Lo storico Valerio Gentili in Bastardi senza storia precisa come dopo l'ascesa di Hitler Chakotin fu costretto a riparare "in Francia, a Parigi, dove mise le sue conoscenze sul potenziale di mobilitazione totale ed emotiva delle masse al servizio del movimento socialista locale"

## Il libro: "Lo stupro delle masse"
Tra i lavori di Chakhotin: "Lo stupro delle masse. La psicologia della propaganda politica totalitaria" del quale la prima versione sopravvissuta a censura e distruzione è forse quella tradotta in inglese da E. W. Dickes (identificativi del testo tradotto: New York, Alliance Book Corp., [1940]). Se infatti la prima edizione avviene in Francia nel 1939, questa però viene presto censurata. Viene poi distrutta nel 1940 dai tedeschi. Di fatto la prima versione libera di circolare viene ristampata nel 1950
Si tratta di un lavoro analitico di serissimo spessore che fa un excursus ad ampio raggio (nell'edizione francese cartacea del 2015 parliamo di oltre 550 pagine) partendo da un retroterra scientifico di stampo neurologico e fisiologico sino a giungere ai risvolti da psicologia sociale e politica della propaganda.
Se il lavoro è stato anzitutto spinto da una necessità di militanza contro il totalitarismo hitleriano, va detto che il lavoro di Tschachotin ha taglio pienamente accademico e la sua panoramica è molto vasta ricomprendendo di fatto uno studio sui meccanismi sociali della propaganda che travalicano ampiamente nello spazio e nel tempo il caso hitleriano. Oltre ad andare all'origine dei meccanismi irriflessi e "condizionati" (qui l'eredità di Pavlov e Freud è palese ma anche delle conoscenze scientifiche dell'epoca connesse alle neurologia e al comportamentismo) delle masse e degli individui la sua carrellata prende ad esempio tra i vari casi storici di propaganda quelli
- antichi (romani, greci, ...)
- della prima guerra mondiale
- dell'URSS
- d'Adolf Hitler e Francisco Franco

Nell'edizione aggiornata (1950) del volume dopo la seconda guerra mondiale l'autore allarga l'analisi anche alla Guerra Fredda, all'Onu e altri temi